# KHD T8M 625 R
Die KHD T8M 625 R sind zwei 1956 gebaute dreiachsige Diesellokomotiven von Klöckner-Humboldt-Deutz (KHD) mit Stangenantrieb, die für den mittleren Rangierdienst konzipiert wurden. Sie wurden bei den Osthannoverschen Eisenbahnen (OHE) eingesetzt.

## Entwicklung
Die Lokomotiven sind die etwas größere und leistungsstärkere Variante der Baureihe KHD T6M 625 R. Grundlage ihrer Bezeichnung war die Einführung einer neuen Motorreihe, die als wassergekühlte Zweitaktmotoren mit V-förmig angeordneten Zylindern konstruiert war. Die V-Anordnung ermöglichte niedrigere Bauhöhen der Motoren und dadurch auch niedrigere Motorhauben, um die Streckensicht für den Lokführer zu verbessern.
Die Lokomotiven waren als verstärkte Typenreihe für Aufgabengebiete entwickelt worden, für die die KHD T4M 525 R zu schwach war. Grundlage war die Ausrüstung mit einem Achtzylinder-Zweitakt-Dieselmotor mit 530 PS Leistung. Die Lokomotivbezeichnung ist mit der Bezeichnung des Motors identisch. Bei KHD T8M 625 R bedeutet T-stehender Zweitakt-Dieselmotor, 8 = Zylinderzahl, M = wassergekühlt, die folgende 6 bezeichnet die sechste Ausführung des Motors und die 25 den Kolbenhub in cm. Mit R wird eine normalspurige Rangierlok bezeichnet.

## Technik
Die Lokomotiven besaßen einen größeren Vorbau für die Maschinenanlage und einen kleineren Vorbau für die Hilfsbetriebe. Über den Umlauf konnte jede Tür der Maschinenanlage erreicht werden. Das Führerhaus war ohne Sonnenschutz und hatte eingezogene Einstiegstüren sowie gegenüber der KHD T6M 625 R heruntergezogene Vorbauten. Die Lokomotiven waren mit einem Läutewerk ausgerüstet.
Die Maschinenanlage bestand aus einem Achtzylinder-Zweitakt-Dieselmotor von KHD und einem Strömungsgetriebe von Voith. Die Maschinenanlage hatte eine Leistung von 530 PS. Die Lokomotiven besaßen ein Nachschaltgetriebe mit einem Rangiergang für die Geschwindigkeitsstufen bis 40 km/h und einem Streckengang für die bis 60 km/h.

## Einsatz

### United States Army Transportation Corps
Die Lokomotiven wurden 1956 an die Armee geliefert und waren dort bis 1963 im Einsatz.

### Osthannoversche Eisenbahnen
1963 erhielten die Osthannoverschen Eisenbahnen beide Lokomotiven, die mit den KHD T6M 625 R schon zwei ähnliche Fahrzeuge in ihrem Bestand hatte. Die Lokomotiven waren 15 Jahre im Einsatz. Die gelegentlich auftauchenden Computernummern 253 801–802 entstanden dadurch, dass die Akten der Lokomotiven zum Zeitpunkt der Einführung der EDV-Bezeichnung fälschlicherweise bei der Deutschen Bundesbahn vorhanden waren.
1979 wurden sie nach Italien überführt, wo sie bei verschiedenen Gleisbauunternehmen zum Einsatz kamen. Der letzte fotografische Nachweis datiert aus dem Jahr 2005.